# 暗室

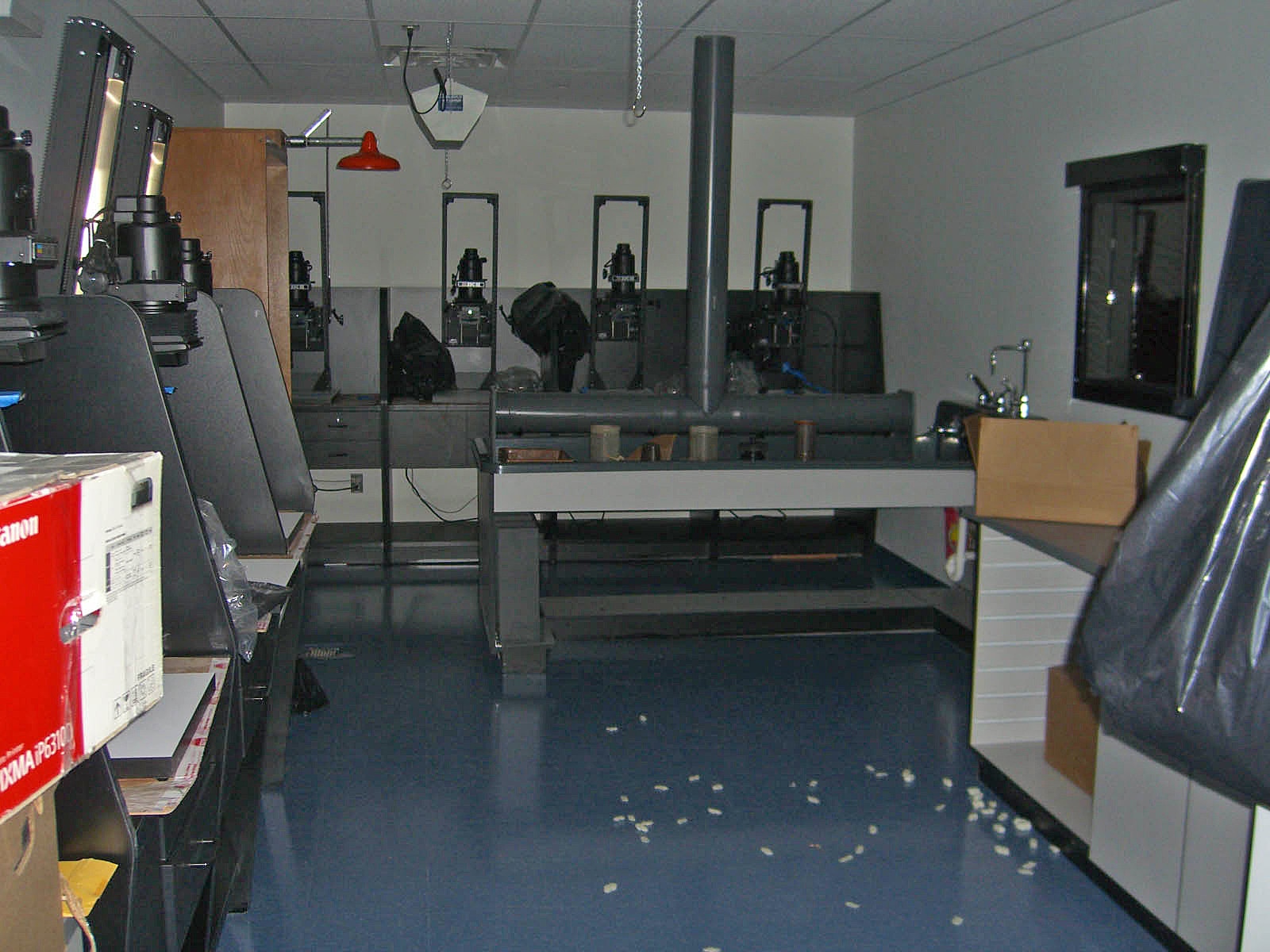
暗室の一例

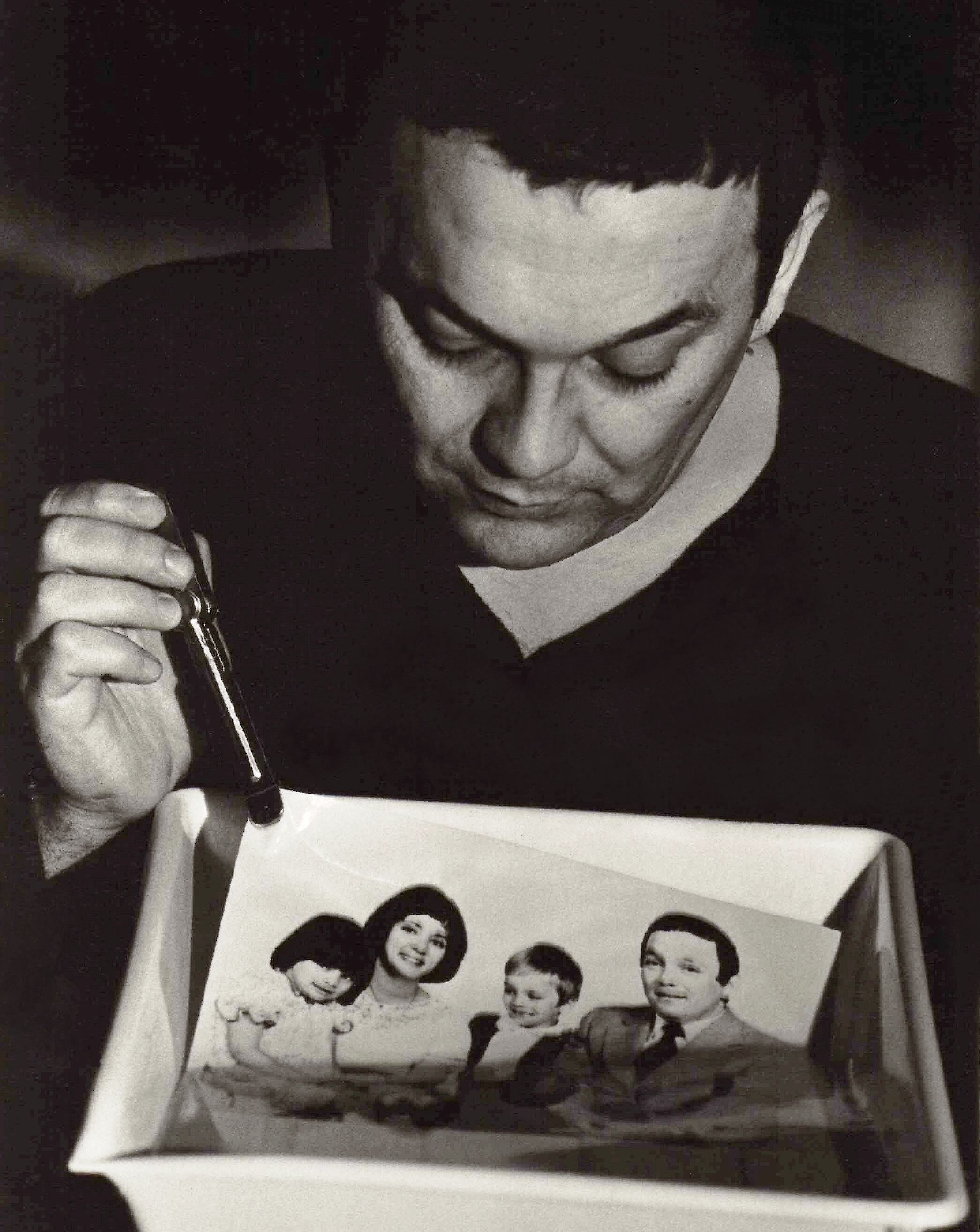
暗室

暗室（あんしつ）は、光を完全に遮断することができるようにする設備を有する部屋。写真現像・焼付用の暗室のほか研究用暗室や診療用暗室（眼科用）がある。

## 写真現像用暗室

### フィルム用暗室
暗室とはもともとは写真フィルムや印画紙の現像、プリントの引き伸ばしなどのために用意された暗い部屋である。現像室とも言う。ただし、写真のデジタル化により暗室の姿は大きく変化しており（後述）、デジタル暗室と区別するため従来の暗室はフィルム用暗室と呼ばれている。
写真現像用の暗室には通常、現像器具や引き伸ばし機や流しが設置されている。感光を防ぐため、窓やドア部分の遮光には遮光カーテンなどを用いる。また、化学薬品を取り扱うため換気扇を必要とするが、一般家庭用の換気扇では遮光が不十分であるため、排気部に遮光装置の付いた特殊な暗室用換気扇を用いる。
現像作業をする際には印画紙を感光させないセーフライト（暗室用電球など）を灯して作業をする。
全暗もしくはセーフライトが必要なのはネガから印画紙への焼き付けの際であり、フィルムの現像だけに限っていえばそれほど大規模な設備は必要ない。フィルムを扱うため全暗が必要な現像タンクへの装填・100ftフィルムのパトローネへの装填などの際には、ダークバッグという全暗を作れる持ち運び可能な袋が使われることもある。
写真による作品制作を生業とする写真家にとって暗室は作品を生み出すためのアトリエである。
著名な写真家のなかには、土門拳や奈良原一高など押入れ暗室（後述）から始めた者も多い。
報道写真家として有名なロバート・キャパが従軍カメラマンとして1944年のノルマンディー上陸作戦を取材した際、撮影した数本のフィルムを助手（後にグラフ雑誌ライフで活躍するラリー・バローズ）が現像する際、乾燥に失敗しフィルムのエマルジョンを溶かしてしまった。残った焼き付け可能なコマは数枚であったが、これらがこの上陸作戦を取材した写真として有名である。

#### 写真現像用暗室の設備
暗室専用として設計された部屋には以下のような設備が整えられている。
流し
現像機器やフィルム、印画紙の水洗に用いる。ステンレスなどの金属製の流しは、薬品などによる腐食があることから塩化ビニル樹脂などで作られている場合もある。
また、印画紙の水洗に便利なように水位を調整できるようになっていることがある。バライタ印画紙などの水洗には専用の水洗装置が設置されることもある。
給水・浄水設備
現像には一定温度の温水が必要になることから、冷水・温水を供給するための設備が設置される。
また水道水中に含まれる塩素などの不純物がフィルムや印画紙に悪影響を及ぼすことからこれらを取り除くための浄水設備が設置されることがある。
廃液保存設備
設備というほど大がかりではないが、使用後の現像液などを保存するための容器が置いてあることがある。一定量集まった廃液は、廃液処理業者に処分を依頼する。アマチュアカメラマンで廃液処理を業者に依頼しているケースは多くないと思われるが、写真の現像に用いる薬品類（特にカラープリントやプラチナプリントなど）は環境に対して有害なものも多く、こうすることが理想である。その際には銀を含む溶液と含まない溶液は分けて処理を依頼する必要がある。
遮光設備
印画紙への露光を避けるために窓やドアの部分が遮光カーテンなどで遮光されている。ドアの部分は、複数人で作業する際などに便利なように二重になっている場合がある。壁面の色は、長時間の露光の際に光が乱反射しないように黒く塗られていることがある。またセーフライトや暗室用電球などが設置されている。
換気扇
化学薬品を取り扱うため換気扇を必要とするが、一般家庭用の換気扇では遮光が不十分であるため、排気部に遮光装置の付いた特殊な暗室用換気扇を用いる。
乾燥設備
現像後のフィルムや印画紙を乾燥させるために、フィルムドライヤー、印画紙ドライヤー、乾燥棚などが設置される。
フィルム・印画紙の水洗装置
水洗は特別な道具を用いなくても、フィルムであれば現像タンクに水を注ぐことにより、また印画紙であれば印画紙現像用のバットを用いて水洗を行うことは可能である。より効率よく効果的な水洗を行うために、フィルムウォッシャーやプリントウォッシャーなどが設置されていることがある。特にバライタ紙のアーカイバル処理（長期保存処理）には有効である。
自動現像装置
作業を迅速に進めるため自動現像装置が設置される場合がある。特にカラー印画紙の現像の際には温度の管理をシビアにする必要があることから、これらが使用されることが多い。
大伸ばし用壁面投影スペース
一般的な引き伸ばし機は全紙以上などのサイズに引き伸ばす場合、ヘッドの部分を横に90度回転させて壁面投影が可能なように設計されている。
それらのサイズへの引き伸ばしをすることが多い場合、壁面を大きく開け、投影用のスペースを確保していることがある。この場合、イーゼルマスクが使用できないことから壁面にテープやペンなどで印画紙を設置する場所のアタリをつけて使用する。
プリントレタッチ用の道具
プリントした印画紙にはフィルムに付着していたホコリや現像処理の際に付いた傷が映り込むことがある。これらを修正するためのレタッチ用の筆や、
レタッチ用の染料などが置かれることがある。

#### 簡易な暗室
住宅内に暗室として利用しやすい場所としては、地下室や屋根裏部屋などが挙げられる。しかし、プロや業者などを除いた個人が本格的な暗室を準備することは難しい。住宅事情の厳しい日本では俗に押入れを利用した「押入れ暗室」や和室を利用した「お座敷暗室」と呼ばれる部屋も用いられた。
一部メーカーから、畳1畳から2畳分程度の広さの組み立て式の暗室が発売されている。これはパイプなどで骨組みを組んだ上で暗幕などを張ったものである。

### デジタル暗室
写真のデジタル化によりフィルムの現像等に用いられるようなシビアな条件の暗室は必要なくなったが、暗室が用いられなくなったわけではない。写真がデジタル化された後もカラーマネジメントの観点から環境光のコントロールが必要とされるためデジタル暗室と呼ばれる部屋が使用されている。このデジタル暗室はフィルム現像に用いるような部屋とは姿が異なるため「明るい暗室」と表現される。
デジタル暗室が利用される理由は、デジタル化された作品でもプリントした作品の色彩を環境光の影響を受けずに正確に確認する必要があり、フォトレタッチ作業の際にはモニターへの部屋の光の影響を抑える必要があるためである。デジタル暗室はフィルム用暗室ほどの遮光は必要なく、写真の色彩の正確な確認ができるとともに作業効率を落とさないような環境がふさわしいとされる

## 研究用暗室
フォトンカウンティング等により、微小な光を検出する必要がある場合においては、無関係な光は測定データの信頼性を毀損するだけではなく、光電子増倍管等の装置を破壊する危険があるため、厳重な暗室が必要である。